# ديك إستيل
ديك إستيل (بالإنجليزية: Dick Estelle)‏ هو لاعب كرة قاعدة أمريكي، ولد في 18 يناير 1942 في بلدة ليكوود ‏ في الولايات المتحدة.

## وصلات خارجية
- ديك إستيل على موقع دوري كرة القاعدة الرئيسي (الإنجليزية)
- ديك إستيل على موقعبيزبول رفرنس.كوم (الدوري الرئيسي) (الإنجليزية)
- ديك إستيل على موقعبيزبول رفرنس.كوم (الدوري الثانوي) (الإنجليزية)